# 鈴木史朗 (政治家)
鈴木 史朗（すずき しろう、1967年〈昭和42年〉7月16日 - ）は、日本の政治家、元国土交通官僚。第36代長崎市長。学位は法学士（東京大学・1991年）。九州運輸局長、第五管区海上保安本部長、内閣府地方創生推進事務局総括参事官などを歴任した。
実父は長崎県教育委員会の委員長や長崎日米協会会長などを務めた鈴木一郎。祖父は1951年から1967年まで長崎市長を4期務めた田川務。伯父は日本テレビ放送網常務取締役や熊本県民テレビ社長を務めた田川融。

## 来歴
長崎県長崎市出島町で生まれる。諏訪幼稚園、長崎市立新興善小学校、青雲中学校・高等学校卒業。1991年3月、東京大学法学部卒業。同年4月、運輸省入省。交通・観光、危機管理（海保）、地方創生、国際平和協力などに携わった。
1998年、ロンドン・スクール・オブ・エコノミクス (LSE) 修了（国際政治経済学修士）。2007年、ジョージ・ワシントン大学ロースクール修了（国際法修士）。2008年、タフツ大学フレッチャースクール修了（国際関係修士）。
2022年6月、九州運輸局長に就任。九州全体の運輸・観光行政の責任者となったことが人生の大きな転機となったという。西九州新幹線開業に伴い、長崎駅周辺は再開発が進み、「100年に一度の変革」が進む故郷の状況を目の当たりにする。

### 2022年長崎市長選挙
2022年12月9日、長崎市長の田上富久が5選不出馬を表明。12月13日、鈴木は国土交通省を退職。12月14日、翌年春に行われる長崎市長選挙に立候補する意向を表明した。12月26日、田上は定例記者会見で、鈴木支持を表明した。2023年2月9日、連合長崎は鈴木の推薦を決めた。
2023年4月23日に執行された長崎市長選挙に、自民党・公明党県本部の推薦と国民民主党の支持を得て立候補。立憲民主党に所属していた前長崎県議会議員の赤木幸仁ら新人3人を破り、初当選した。
※当日有権者数：335,540人 最終投票率：47.18%（前回比：0.15pts）
| 候補者名 | 年齢 | 所属党派 | 新旧別 | 得票数   | 得票率 | 推薦・支持                                                    |
| -------- | ---- | -------- | ------ | -------- | ------ | ------------------------------------------------------------- |
| 鈴木史朗 | 55   | 無所属   | 新     | 65,520票 | 42.60% | （推薦）自由民主党・公明党県本部・連合長崎 （支持）国民民主党 |
| 赤木幸仁 | 38   | 無所属   | 新     | 54,995票 | 35.75% |                                                               |
| 原拓也   | 54   | 無所属   | 新     | 24,428票 | 15.88% |                                                               |
| 吉富博久 | 78   | 無所属   | 新     | 8,878票  | 5.77%  |                                                               |

## 職歴
- 1991年 - 運輸省（現在の国土交通省）入省
- 1994年 - 運輸省運輸政策局国際業務第一課係長（WTO設立に向けたGATTウルグアイランド交渉）
- 2003年 - 国土交通省観光部国際観光推進課課長補佐（日本初の官民共同インバウンド誘致事業「ビジット・ジャパン・キャンペーン」を立ち上げ）
- 2005年 - 国土交通省総合政策局船員政策課国際企画室長（ジュネーブのILO本部で海事労働条約締結交渉）
- 2008年 - 内閣府国際平和協力本部事務局調査官（平和協力分野の人材育成や難民等への人道支援物資供与）[2]
- 2010年 - 観光庁企画室長（東日本大震災の観光被害からの復旧支援）
- 2014年 - 関東運輸局企画観光部長（観光広域連携を、全国唯一の空白地帯であった関東に立ち上げ）[16][17]
- 2015年 - 海上保安庁警備救難部国際刑事課長
- 2017年 - 内閣府地方創生推進事務局総括参事官（地方創生の予算・人事・総務）
- 2019年 - 海上保安庁総務部参事官（警備救難の国際業務）
- 2020年
  - 新型コロナウイルス流行初期に、中国・武漢市からの政府チャーター便帰国者が滞在する施設の内閣官房帰国者サポートチーム長に併任
  - 海上保安庁第五管区海上保安本部長[18][19]
- 2022年
  - 九州運輸局長[20][21]（九州の運輸・観光行政の責任者。西九州新幹線開業）
  - 国土交通省を退職
- 2023年 - 長崎市長に就任。

## 人物
- 大学入学後、故郷への帰省に寝台列車で20時間かかっていたことから、地方の距離のハンディキャップを無くしたいという思いで運輸行政を志し、運輸省に入省した。
- 趣味はロードバイク、登山、旅行、音楽鑑賞（ロック）、筋トレ。大学時代にパワーリフティングで全日本優勝。尊敬する人物は坂本龍馬[2]。